# Ensamble Gurrufío

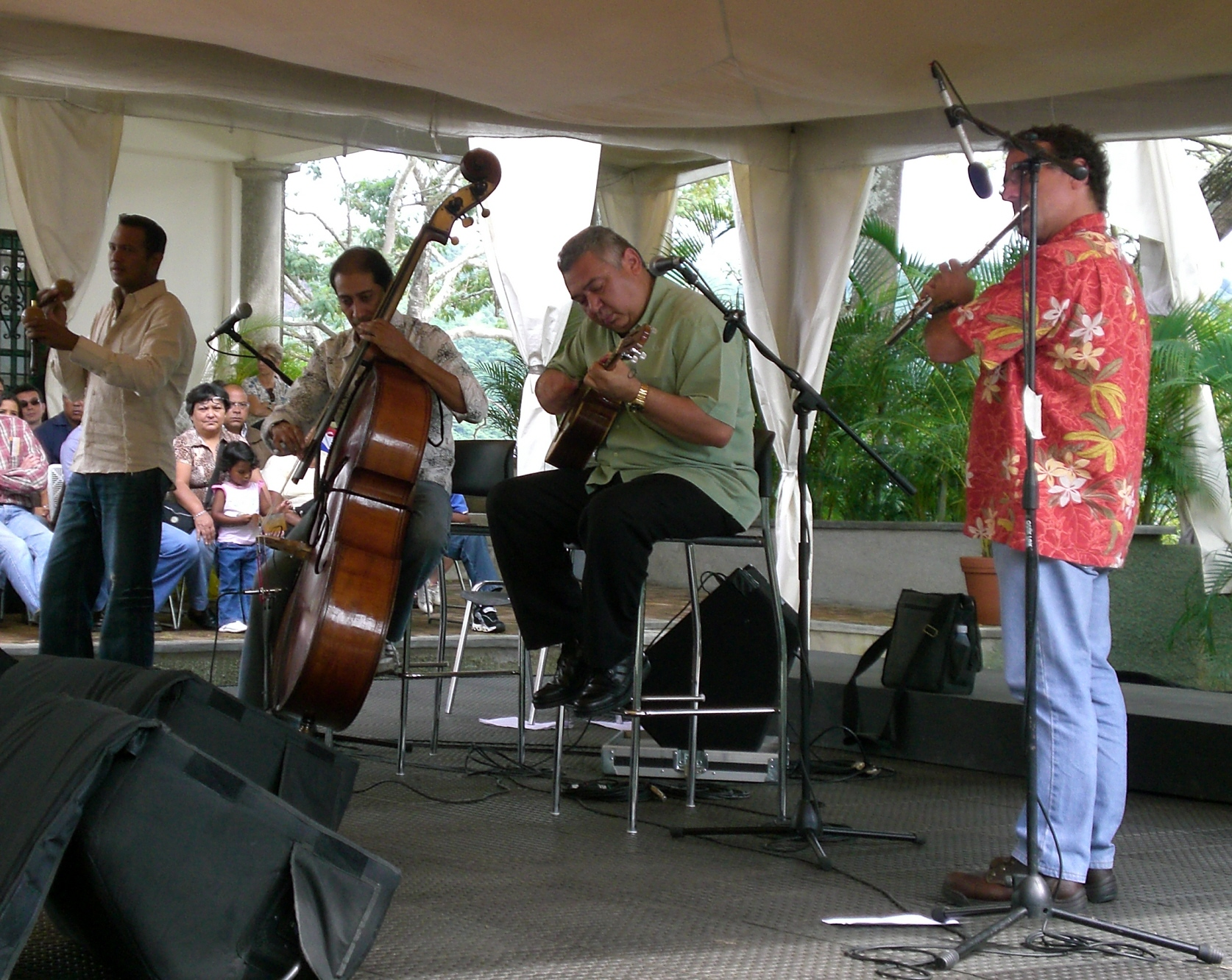
Ensamble Gurrufío. De izquierda a derecha: Juan Ernesto Laya, David Peña, Cheo Hurtado, y Luis Julio Toro.

Ensamble Gurrufío es un celebrado cuarteto dedicado a la investigación, arreglo y a la reinterpretación de la música instrumental venezolana. Su acercamiento tiene que ver con un nuevo, educado estilo, clásico educado, pero permitiendo la improvisación como elemento fundamental, dejando un amplio espacio para lo espontáneo, lo inesperado, la habilidad de extraer lo mejor del virtuosismo de cada uno de sus miembros, resultando en desempeños únicos y difícilmente repetibles.

## Historia
Ensamble Gurrufío fue fundado en 1984 por tres jóvenes músicos, Luis Julio Toro (flauta), Cristóbal Soto (mandolina), y Cheo Hurtado (cuatro). David Peña (bajo) completó el cuarteto en 1989. Los cuatro son músicos académicos y profesores con considerable experiencia como solistas y ejecutantes. Inmediatamente, el grupo fue bien conocido por sus vívidos personajes, virtuosismo instrumental, y sentido del humor. Su humor puede variar de riguroso y solemne, hasta festivo e hilarante, una cualidad disfrutada grandemente por el público cuando actúan en vivo. Un quinto miembro, Juan Ernesto Laya (maracas) se unió al ensamble desde 1998, cuando Cristóbal Soto se movió a una residencia permanente en Francia. Ocasionalmente, el grupo ha incorporado a miembros adicionales, como Jaime Martínez (oboe) y Moisés Torrealba (bandola). El ensamble se ha desempeñado en colaboración con otros celebrados grupos venezolanos, como Serenata Guayanesa, la Camerata Criolla, la Orquesta Sinfónica Gran Mariscal de Ayacucho. Similarmente, han grabado junto con aclamados músicos extranjeros como Béla Fleck, Hamilton de Holanda y Winton Marsalis entre otros. La razón por la que se considera a este conjunto entre los más importantes del género no solamente descansa en su virtuosismo, sino también en su sentido contemporáneo, expresado a través el género tradicional urbano de la música venezolana. Gurrufio conserva el romanticismo, la melancolía, y el sentido "fresco", de la tradición instrumental venezolana, y al mismo tiempo adopta la armonía y los ritmos actuales. La improvisación es explotada al máximo, siempre resultando en excepcionalmente agradables interpretaciones. Desde 2014 Manuel Rojas es el nuevo flautista del Ensamble Gurrufio.

## Repertorio y estilo
El repertorio de Gurrufío,  abarcado de trabajos de ayer y de hoy, a menudo incluyendo sus propias composiciones originales, es enriquecido por el sentido musical individual de cada miembro. Sus performances en vivo y sus grabaciones son caracterizados por la adición de piezas largamente olvidadas, rescatadas con la investigación y la interacción con otros eruditos experimentados en música venezolana.
En sus trabajos, pasajes chispeantes, románticos, afectivos, líricos, y virtuosos, fluyen y coexisten sin esfuerzo. Gurrufío resiste ser colocado en una categoría. Su agraciado y refrescante estilo no pertenece realmente al folklore, o a la música clásica, o al jazz, o a la nueva Era. Lo que ellos ofrecen es una música instrumental contemporánea versátil, multifacética, con profundas raíces en la tradición venezolana. Poder verlos ejecutando en vivo es una única y muy agradable experiencia donde exhiben el abanico y la riqueza rítmica y melódica de un repertorio que recoge los frutos de una amplia indagación estética, con arreglos que explotan, exploran, reinterpretan y universalizan los elementos de los géneros musicales del país.

## Discografía
- Sincopa: The Guide to Venezuelan Music